# Kinaithon
Kinaithon von Lakedaimon war ein epischer Dichter, der nach Angaben des Eusebius um 760 v. Chr. wirkte. Die moderne Forschung geht allerdings davon aus, dass die Zeitangabe dem Bestreben antiker Autoren folgt, frühe Epik möglichst alt erscheinen zu lassen. Irad Malkin grenzt seine Schaffenszeit zwischen 620 und 550 v. Chr. ein. Kinaithon wird als Verfasser der Oidipodeia, der Kleinen Ilias, der Telegonie und einer Herakleia erwähnt, sicher zugeschrieben werden kann ihm jedoch nur die Autorschaft der Γενεαλογίαι (Genealogiai).